# Новгородцево (Омская область)
Новгородцево — посёлок в Крутинском районе Омской области России. Входит в состав Крутинского городского поселения.

## География
Посёлок находится в западной части Омской области, в лесостепной зоне, в пределах Ишимской равнины, на расстоянии примерно 8 километров (по прямой) к юго-востоку от посёлка городского типа Крутинка, административного центра района. Абсолютная высота — 122 метра над уровнем моря.

### Часовой пояс
Посёлок Новгородцево, как и вся Омская область, находится в часовой зоне МСК+3. Смещение применяемого времени относительно UTC составляет +6:00.

## Население
| 2010 |
| ---- |
| 223  |

Гендерный состав
По данным Всероссийской переписи населения 2010 года в гендерной структуре населения мужчины составляли 46,6 %, женщины — соответственно 53,4 %.
Национальный состав
Согласно результатам переписи 2002 года, в национальной структуре населения русские составляли 93 % из 252 чел.